# Liolaemus multimaculatus
Liolaemus multimaculatus är en ödleart som beskrevs av  Duméril och BIBRON 1837. Liolaemus multimaculatus ingår i släktet Liolaemus och familjen Tropiduridae. Inga underarter finns listade i Catalogue of Life.